# Sidi Lakhdar (distrito)
Sidi Lakhdar é um distrito localizado na província de Mostaganem, Argélia, e cuja capital é a cidade de mesmo nome. A população total do distrito era de 59 362 habitantes, em 1998.[carece de fontes?]

## Comunas
O distrito está dividido em três comunas:
- Sidi Lakhdar
- Hadjadj
- Benabdelmalek Ramdane